# Josef Butz
Josef Butz (* 22. September 1891 in Langscheid; † 23. Juli 1989 in Sankt Augustin) war ein deutscher Musikverleger, Komponist und Musikwissenschaftler.

## Leben
Josef Butz wurde 1891 als Sohn des Lehrers Josef Butz und dessen Ehefrau Agnes in Langscheid, heute einem Stadtteil von Oberwesel, geboren. Nach der Reifeprüfung 1912 studierte Butz in Bonn zunächst Mathematik und Naturwissenschaften, nach Ende des Ersten Weltkriegs wandte er sich ganz dem Studium der Musik und der Musikwissenschaft zu. 
1921 promovierte Butz bei Ludwig Schiedermair mit einer Dissertation zum Thema Zur Melodik des Ochtendunger Volksliedes der Gegenwart. 
In den Jahren 1921 und 1922 war Butz Lehrer für Musikgeschichte am Ziskoven-Konservatorium in Bonn in der Nachfolge von Schiedermair.
Als Komponist von Chorwerken war Butz besonders erfolgreich: Er war auf vielen der Nürnberger Sängerwochen vertreten und erhielt für seine Deutschen Bauerntänze einen Rundfunkpreis. 
1925 gründete er die Zeitschrift Der Männerchor, die sich der Erforschung des Wesens und der Geschichte des Männerchores zur Aufgabe machte, die er zwei Jahre lang herausgab.
Im Jahr 1924 gründete er seinen eigenen Musikverlag, in dem er vor allem mittleren und kleineren Chören musikalisch ansprechende Stücke zur Verfügung stellen wollte. 
Der Musikverlag Dr. J. Butz feierte 2014 sein 90-jähriges Bestehen.

## Werke (Auswahl)
- Herrmann-Josef-Messe op. 35
- Missa brevis op. 44
- Missa Choralis op. 54 für SATB, Gem. und Orgel ad lib.
- Deutsche liturgische Messe für die Verstorbenen op. 65 für SATB (Gem. und Orgel ad lib.)
- Requiem